# Porphyrinia frigida
Porphyrinia frigida là một loài bướm đêm trong họ Noctuidae.